# 本誓寺 (長野市)
本誓寺（ほんせいじ）は、長野県長野市松代町松代に存在する真宗大谷派の寺院。山号は平林山、院号は新田院。

## 歴史
寺伝では、建保元年（1213年）親鸞が善光寺に参詣した折、信濃国埴科郡倉科荘の藤原寺という天台宗寺院を修繕・再興し、現在の本尊となる阿弥陀如来木像を安置して、二十四輩に列する高弟の是信坊の付与した。新田義貞の子・貞重は、父の討死後に当寺に弟子入りし、のちに第4代の宗信住職となった。正平元年（1346年）、同郡生萱村に遷移したが、永禄2年（1559年）、武田信玄によって倉科村に戻されると同時に70貫文が寄進された。石山合戦中の天正5年（1577年）には、石山本願寺に兵糧68俵を献上して支援した。慶長15年（1610年）、松平忠輝によって松代城下に移され、倉科村に寺領10石を与えられた。正保年間に玄弥住職が真田信之から「真田園」の号を授かった。

## 概要
往時は1万1500坪の境内に七堂伽藍の他、覚円寺、本覚寺、正興寺、乗蓮寺の4ヶ寺が伽藍を並べたが、天保11年（1840年）に火災によって悉く焼失した。昭和46年（1971年）に本堂が再建された。
本尊の阿弥陀如来木像は親鸞作とされ、それを納める厨子は元和5年（1615年）に将軍徳川秀忠が寄進したものとされる。寺宝には本願寺光兼（実如）が裏書した永正8年（1511年）の親鸞の画像と阿弥陀如来画像、武田信玄の制札と安堵状、本願寺光佐（顕如）が裏書した親鸞筆の名号、蓮如の御影軸などがある。